# Хмость
Хмость — река в Смоленской области, правый приток Днепра. Длина — 135 км. Площадь водосборного бассейна — 636 км². Средний расход воды — 4,5 м³/с.
Исток на Духовщинской возвышенности (в самой высокой её части) южнее деревни Бобыли в Духовщинском районе Смоленской области. Протекает на юго-восток по Духовщинскому и Кардымовскому районам Смоленской области. Устье находится в заболоченной местности, вдали от населённых пунктов. Пойма реки сильно заболочена, почвы подзолисто-болотные. Притоки (всего 46): левые — Мошна, Крупица, Бабинка; правые — Ольшанка (Ольха) и её приток Терехинка.
В пойме реки встречается Лунник оживающий, который был занесён в красную книгу СССР.
В древности между истоком Хмости и истоком Жереспеи (бассейн Западной Двины, расстояние около 2 км) здесь существовали волоки, часть пути «из варяг в греки». Во время Великой Отечественной войны в июле 1943 года немецким командованием по берегу реки Хмость была создана одна из оборонительных полос.
На реке в Кардымовском районе построена ГЭС мощностью 200 кВт.